# New York Style
Der New York Style ist eine Stilrichtung der lateinamerikanischen Salsa. Er unterscheidet sich von dem kubanischen „Casino“ im Wesentlichen dadurch, dass er der Dame mehr Freiraum zur Selbstdarstellung lässt.

## Charakteristik
Es wird viel Wert auf Solo-Einlagen gelegt, auf Shines und auf Show-Effekte, wie z. B. Fall-Figuren. Viele der Figuren beinhalten choreographische Elemente. Die Harmonie im Tanz besteht mitunter darin, dass die Partner den Ablauf der einzelnen Figuren im Grunde kennen, aber jedes Mal die Figuren wieder neu zusammenfügen und dabei dennoch – auch ohne Absprache – wissen, was zu tun ist.
Wesentliches Tanzelement ist der sogenannte Cross Body Lead, ein Platzwechsel der Frau entgegen dem Uhrzeigersinn.
Insgesamt kann der New York Style (wie auch der eng verwandte Puerto-Rico-Style) seine Herkunft aus der klassischen Tanzschule nicht verbergen. Er wirkt in diesem Sinne eleganter und harmonischer, während der kubanische „Casino“ temperamentvoller und verspielter scheint.

## Stile
Es gibt vom Salsa New York Style weitere zwei Varianten:
(Es kursieren für jeden der beiden Stilrichtungen viele unterschiedliche Namen, die oft für Verwirrung sorgen. Die ebenfalls gebräuchlichen Namen sind in Klammern angegeben)
- Salsa Night Club Style (Eddie Torres Style, Mambo Tipico, Salsa breaking on 2)
- Mambo Palladium Style (Old School Mambo, Mambo Classico, Power 2)

Beide Varianten werden „on 2“ getanzt, allerdings auf verschiedene Art und Weise.

## Verbreitung
Der Salsa New York Style erfreut sich immer größerer Bedeutung, sodass immer mehr Tanzschulen weltweit sich nur noch auf den New York Style konzentrieren.
In Deutschland fokussiert sich der New York Style sehr stark auf Süddeutschland.
Die Städte Karlsruhe, Freiburg, Stuttgart und das Rhein-Main-Gebiet um Frankfurt am Main gehören in Deutschland zu den Vorreitern in Sachen Salsa New York Style.
Man findet hier zahlreiche Tanzschulen mit mehr und mehr professionellen Tänzern. Im Rhein-Main-Gebiet/Frankfurt das LaCalidad Dance Center, in Stuttgart die Dance Academy, in Karlsruhe der TSC Astoria Karlsruhe, in Freiburg Mamborico und viele mehr.
In der Salsaszene und auf internationalen Festivals (z. B. New York Salsa Congress 2017, Berlin Salsa Congress 2017, Milano International Festival 2017) ist mit „New York Style“ immer Salsa „on 2“ gemeint.